# Lester Quiñones
Lester Quiñones (Brentwood, 16 novembre 2000) è un cestista statunitense con cittadinanza dominicana, professionista nella NBA.

## Carriera
Dopo aver trascorso tre stagioni con i Memphis Tigers, nel 2022 si dichiara per il Draft NBA, non venendo tuttavia scelto; il 5 luglio viene firmato con un two-way contract dai Golden State Warriors.

## Statistiche
| † | Denota una stagione in cui ha vinto il titolo |

### NCAA
| Anno       | Squadra        | PG | PT | MP   | TC%  | 3P%  | TL%  | RP  | AP  | PRP | SP  | PP   |
| ---------- | -------------- | -- | -- | ---- | ---- | ---- | ---- | --- | --- | --- | --- | ---- |
| 2019-2020  | Memphis Tigers | 26 | 23 | 29,5 | 40,2 | 31,3 | 80,4 | 3,8 | 2,2 | 0,8 | 0,1 | 10,7 |
| 2020-2021† | Memphis Tigers | 28 | 28 | 26,3 | 43,2 | 40,0 | 67,2 | 5,8 | 1,9 | 0,9 | 0,2 | 9,5  |
| 2021-2022  | Memphis Tigers | 33 | 30 | 27,2 | 44,9 | 39,0 | 75,0 | 3,5 | 1,3 | 1,2 | 0,1 | 10,0 |
| Carriera   | Carriera       | 87 | 81 | 27,6 | 42,9 | 36,9 | 75,2 | 4,3 | 1,8 | 0,9 | 0,1 | 10,1 |

#### Massimi in carriera
- Massimo di punti: 22 vs Central Florida (11 marzo 2022)[4]
- Massimo di rimbalzi: 16 vs Mississippi State (28 marzo 2021)
- Massimo di assist: 7 vs Mississippi Valley State (8 dicembre 2020)
- Massimo di palle rubate: 4 vs Houston (8 marzo 2020)
- Massimo di stoppate: 1 (12 volte)
- Massimo di minuti giocati: 43 vs Cincinnati (4 volte)

### NBA

#### Regular Season
| Anno      | Squadra            | PG | PT | MP   | TC%  | 3P%  | TL%  | RP  | AP  | PRP | SP  | PP  |
| --------- | ------------------ | -- | -- | ---- | ---- | ---- | ---- | --- | --- | --- | --- | --- |
| 2022-2023 | G.S. Warriors      | 4  | 0  | 4,5  | 40,0 | 50,0 | 66,7 | 0,8 | 0,5 | 0,3 | 0,0 | 2,5 |
| 2023-2024 | G.S. Warriors      | 37 | 0  | 10,6 | 39,7 | 36,4 | 69,0 | 1,9 | 1,0 | 0,2 | 0,1 | 4,4 |
| 2024-2025 | Philadelphia 76ers | 4  | 0  | 4,3  | 50,0 | 0,0  | 100  | 1,0 | 0,3 | 0,0 | 0,0 | 2,3 |
| 2024-2025 | N.O. Pelicans      | 9  | 0  | 18,4 | 38,6 | 31,7 | 83,3 | 1,7 | 2,6 | 0,3 | 0,2 | 8,6 |
| Carriera  | Carriera           | 54 | 0  | 11,0 | 39,7 | 34,6 | 72,9 | 1,7 | 1,1 | 0,2 | 0,1 | 4,8 |

#### Massimi in carriera
- Massimo di punti: 16 vs Atlanta Hawks (3 Febbraio 2024)[5]
- Massimo di rimbalzi: 1 (3 volte)
- Massimo di assist: 1 (2 volte)
- Massimo di palle rubate: 1 vs Portland Trail Blazers (9 aprile 2023)
- Massimo di stoppate: -
- Massimo di minuti giocati: 11 vs Portland Trail Blazers (9 aprile 2023)

### G League
| Anno      | Squadra         | PG  | PT | MP   | TC%  | 3P%  | TL%  | RP  | AP  | PRP | SP  | PP   |
| --------- | --------------- | --- | -- | ---- | ---- | ---- | ---- | --- | --- | --- | --- | ---- |
| 2022-2023 | S.C. Warriors   | 49  | 42 | 31,1 | 46,3 | 37,5 | 76,7 | 6,2 | 4,0 | 1,0 | 0,3 | 20,2 |
| 2023-2024 | S.C. Warriors   | 16  | 16 | 31,4 | 41,1 | 33,1 | 78,3 | 6,0 | 3,6 | 1,1 | 0,3 | 23,5 |
| 2024-2025 | Del. Blue Coats | 5   | 5  | 31,7 | 43,2 | 41,5 | 85,7 | 3,8 | 3,6 | 0,6 | 0,6 | 22,2 |
| 2024-2025 | Birm. Squadron  | 36  | 36 | 36,6 | 43,1 | 31,9 | 68,9 | 7,3 | 4,9 | 1,5 | 0,3 | 21,5 |
| Carriera  | Carriera        | 106 | 99 | 33,1 | 44,1 | 35,1 | 74,9 | 6,4 | 4,2 | 1,2 | 0,3 | 21,2 |

## Palmarès

### Squadra
- Campione NIT (2021)

### Individuale
- NBA Development League Most Improved Player Award (2023)